# Eustacio de Constantinopla (patriarca)
Eustacio fue Patriarca ecuménico de Constantinopla desde 1019 hasta 1025.
Eustacio era el protopresbítero del palacio imperial cuando fue ascendido al patriarcado por el emperador romano de Oriente Basilio II. Eustacio participó en los esfuerzos del Imperio en 1024 para llegar a un acuerdo con el Papado en relación con la creciente brecha entre la Iglesia de Occidente y la Iglesia de Oriente, brecha que finalmente dio lugar al Cisma de 1054. En el momento de Eustacio, el papado reclamaba el dominio sobre el mundo cristiano, no solo la primacía, una posición que ofendía a Constantinopla, sino que también pedía la guía espiritual de muchas partes de Oriente, incluyendo la de los rusos, los búlgaros y los serbios. Eustacio ofreció comprometerse con el Papa Juan XIX, sugiriendo que el Patriarca ortodoxo sería ecuménico en su esfera propia (in suo orbe) en Oriente, mientras que el Papa lo sería globalmente (in universo). Se asume que este era el intento de Estaucio de mantener el control sobre las iglesias del sur de Italia. Aunque la oferta fue rechazada, Juan aceptaba la práctica del Rito ortodoxo en el del sur de Italia como intercambio para el establecimiento de iglesias de rito latino en Constantinopla.